# Rearsby
Rearsby est une paroisse civile et un village du Leicestershire, en Angleterre.